# Altach
Altach é uma localidade e um município no distrito de Feldkirch, no estado federado de Vorarlberg, na Áustria.

## Municípios vizinhos
Altach confina com outros cinco municípios: Hohenems, no distrito de Dornbirn; Götzis e Mäder, no distrito de Feldkirch; e Oberriet e Diepoldsau, no cantão de St. Gallen, Suíça.

## História
A Casa de Habsburgo governou as aldeias e vilas de Vorarlberg a partir do condado de Tirol ou a partir da Áustria Anterior. Em 1801, Altach foi separada do município vizinho de  Götzis. Entre 1805 e 1814, Altach pertenceu à Baviera e, mais tarde, à Áustria. Altach faz parte do estado de Voralberg desde a sua fundação, em 1861. Entre 1945 e 1955, o município ficava nas zonas ocupadas pelos Aliados na Áustria.

## Evolução demográfica
- 1869 - 935
- 1880 - 1009
- 1880 - 1009
- 1890 - 1130
- 1910 - 1608
- 1923 - 1516
- 1934 - 1700
- 1939 - 1688
- 1951 - 1930
- 1961 - 2802
- 1971 - 3977
- 1981 - 4430
- 1991 - 4911
- 2001 - 5704
- 2011 - 6394

## Desporto
Nesta cidade, o clube mais importante é o SC Rheindorf Altach, que subiu à Primeira Liga Austríaca em 2014-2015, tendo terminado em 3º lugar no Campeonato Austríaco de Futebol, ganhando assim o direito de participar, na época seguinte (2015-2016), da Liga Europa.